# Simpsonowie (seria 4)
Poniższa lista przedstawia 22 odcinki czwartego sezonu serialu animowanego Simpsonowie, oryginalnie wyemitowanego w amerykańskiej telewizji FOX. Odcinki w Polsce zostały zaprezentowane przez TVP1 (do 4x02), Fox Kids oraz Canal+.
| # | Kraj              | Premiera             | Tytuł                                      |
| --- | ----------------- | -------------------- | ------------------------------------------ |
| 60 - 4x01 8F24 | Stany Zjednoczone | 24 września 1992     | Kamp Krusty                                |
| 60 - 4x01 8F24 | Polska            | 19 października 2007 | [ 1 ]                                      |
| Bart i Lisa jadą na wakacje na Obóz Krusty'ego. Jednakże obietnice mile spędzonych chwil zostają złamane, kiedy dyrektor obozu pan Black okazuje się być okrutnym wyzyskiwaczem. W międzyczasie Homer bez dzieci na głowie odzyskuje siły witalne i nawet odrastają mu włosy oraz traci na wadze. - Gagi z tablicą: Ta kara nie jest głupia i bezsensowna (w trakcie odcinka: Nie będę opierał mojego życia na kłamstwie) |                   |                      |                                            |
| 61 - 4x02 8F18 | Stany Zjednoczone | 1 października 1992  | A Streetcar Named Marge                    |
| 61 - 4x02 8F18 | Polska            | 22 października 2007 | [ 1 ]                                      |
| Marge dostaje rolę Blanche DuBois w musicalu Tramwaj zwany pożądaniem po tym, jak reżyser sztuki widzi jej skrywaną złość na niedbałego Homera. Marge wpada w złość na Homera, gdy dostrzega podobieństwa między nim a Stanleyem Kowalskim, granym przez Neda Flandersa. - Gag z tablicą: Nie nazywam się "Dr Śmierć" |                   |                      |                                            |
| 62 - 4x03 9F01 | Stany Zjednoczone | 8 października 1992  | Homer the Heretic                          |
| 62 - 4x03 9F01 | Polska            | 23 października 2007 | Homer heretykiem                           |
| Kiedy Homer opuszcza jedną z niedzielnych mszy, odkrywa on radość z przebywania sam w domu, podczas gdy Marge z dziećmi słuchają chaotycznych słów wielebnego Lovejoya. Homer postanawia stworzyć całkiem własną religię dostosowaną do jego wymagań pomimo ciągłych obiekcji Marge do porzucenia przez niego wiary. - Gag z tablicą: Nie będę szkalować Nowego Orleanu |                   |                      |                                            |
| 63 - 4x04 9F02 | Stany Zjednoczone | 15 października 1992 | Lisa the Beauty Queen                      |
| 63 - 4x04 9F02 | Polska            | 24 października 2007 | Lisa królową piękności                     |
| Lisa zostaje narysowana przez karykaturzystę i portret wywołuje u niej obniżenie samooceny. Kiedy Homer wygrywa przelot sterowcem Duff na loterii fantowej tej marki piwa, wymienia swoją wygraną na gotówkę, aby zapisać Lisę do konkursu piękności. - Gag z tablicą: Nie będę przepisywać leków - Gościnnie wystąpili Bob Hope i Lona Williams. |                   |                      |                                            |
| 64 - 4x05 9F04 | Stany Zjednoczone | 29 października 1992 | Treehouse of Horror III                    |
| 64 - 4x05 9F04 | Polska            | 31 października 2007 | Straszny domek na drzewie III              |
| W trzecim odcinku Strasznego domku na drzewie rodzina Simpsonów urządza imprezę halloweenową i kilku z nich opowiada straszne historie: Klaun bez litości - W opowieści Lisy, Homer kupuje Bartowi lalkę Krusty'ego, która okazuje się być zła i próbuje zabić Homera. Król Homer - W opowieści Dziadka, parodii King Konga, Pan Burns zatrudnia Marge Bouvier to polowanie na małpę-bestię wyglądającą jak Homer. Dzwoń pod 'Z' jak zombie - W opowieści Barta, Bart znajduje książkę okultystyczną i wyprobowuje jedno z zaklęć, by ożywić kota, lecz zamiast tego powstaje mrowie zombich.                                          |                   |                      |                                            |
| 65 - 4x06 9F03 | Stany Zjednoczone | 3 listopada 1992     | The Itchy & Scratchy: The Movie            |
| 65 - 4x06 9F03 | Polska            | 26 października 2007 | Pocharatka i Zdrapek: Wersja kinowa        |
| Na wywiadówce w Szkole Podstawowej w Springfield pani Krabappel mówi Homerowi i Marge o zachowaniu Barta. Chcąc, żeby Bart został sędzią Sądu Najwyższego, Homer decyduje się go ukarać. Tymczasem na ekrany kin wchodzi pełnometrażowa wersja Pocharatki i Zdrapka. - Gagi z tablicą: Nie będę grzebać nowego kolegi (w trakcie odcinka Marge pisze: Postaram się lepiej wychować syna) |                   |                      |                                            |
| 66 - 4x07 9F05 | Stany Zjednoczone | 5 listopada 1992     | Marge Gets a Job                           |
| 66 - 4x07 9F05 | Polska            | 29 października 2007 | Marge idzie do pracy                       |
| Dom Simpsonów zaczyna się zapadać w grunt. Aby zarobić dodatkowe pieniądze na remont, Marge decyduje się znaleźć zatrudnienie w elektrowni jądrowej w Springfield, ku konsternacji Homera, który będzie musiał pracować tuż obok żony. Pan Burns zakochuje się w Marge i zaczyna ją uwodzić. Tymczasem Bart nieustannie udaje, że jest chory, aby odwlec pisanie sprawdzianu. - Gag z tablicą: Nie będę nikogo uczyć latać - Gościnnie wystąpił Tom Jones. |                   |                      |                                            |
| 67 - 4x08 9F06 | Stany Zjednoczone | 12 listopada 1992    | New Kid on the Block                       |
| 67 - 4x08 9F06 | Polska            | 30 października 2007 | Nowa kumpela                               |
| Do domu obok Simpsonów wprowadza się samotna matka Ruth Powers oraz jej córka Laura. Laura staje się obiektem fascynacji Barta, lecz serce się mu kraje, gdy jej chłopakiem zostaje Jimbo Jones. Tymczasem Homer staje do wojny z restauracją z owocami morza, która fałszywie się reklamuje, że posiada bufet typu „zjedz, ile możesz”. - Gag z tablicą: Nie będę przyprowadzać owiec do klasy - Gościnnie wystąpiły Sara Gilbert i Pamela Reed. |                   |                      |                                            |
| 68 - 4x09 9F07 | Stany Zjednoczone | 19 listopada 1992    | Mr. Plow                                   |
| 68 - 4x09 9F07 | Polska            | 25 października 2007 | Pan Pług                                   |
| Kiedy Homer uszkadza obydwa rodzinne auta, kupuje pług śnieżny i zaczyna zarabiać na odśnieżaniu podjazdów. Nazywa się „Panem Pługiem” i odnosi wielki sukces. Zainspirowany tym pomysłem Barney Gumble uruchamia konkurencyjną usługę. - Gag z tablicą: Beknięcie to nie odpowiedź - Gościnnie wystąpili Adam West i Linda Ronstadt. |                   |                      |                                            |
| 69 - 4x10 9F08 | Stany Zjednoczone | 3 grudnia 1992       | Lisa's First Word                          |
| 69 - 4x10 9F08 | Polska            | 1 listopada 2007     | Pierwsze słowo Lisy                        |
| Podczas zachęcania Maggie do powiedzenia jej pierwszego słowa, Marge opowiada historię pierwszego słowa Lisy. W 1983 Marge ogłasza Homerowi i Bartowi, że jest w ciąży. Mieszkająca w kamienicy rodzina decyduje się kupić własny dom, by móc pomieścić liczniejszą rodzinę, więc wprowadzają się do domu, gdzie obecnie mieszkają. Lisa rodzi się podczas Igrzysk Olimpijskich w 1984 i Bart natychmiast staje się o nią zazdrosny. - Gag z tablicą: Nauczyciel nie jest trędowaty - Gościnnie wystąpiła Elizabeth Taylor. |                   |                      |                                            |
| 70 - 4x11 9F09 | Stany Zjednoczone | 17 grudnia 1992      | Homer's Triple Bypass                      |
| 70 - 4x11 9F09 | Polska            | 2 listopada 2007     | Potrójny bypass Homera                     |
| Z powodu długoletniego złego odżywiania Homer potrzebuje operacji wszczepienia potrójnego by-passu. Ma do wyboru pomiędzy operacją u doktora Juliusa Hibberta za $40 000 i u doktora Nicka Riviery za $129,95. - Gag z tablicą: Kawa nie jest dla dzieci |                   |                      |                                            |
| 71 - 4x12 9F10 | Stany Zjednoczone | 14 stycznia 1993     | Marge vs. the Monorail                     |
| 71 - 4x12 9F10 | Polska            | 5 listopada 2007     | Marge kontra kolej jednoszynowa            |
| Po tym, jak pan Burns zostaje przyłapany na nielegalnym wyrzucaniu odpadów nuklearnych do drzew w springfieldzkim parku, musi zapłacić karę w wysokości 3 milionów dolarów. Mieszkańcy mając te pieniądze do wydania wpierw przychylają się do pomysłu remontu ulicy Głównej autorstwa Marge, lecz zostają przekonani przez charyzmatycznego Lyle'a Lanleya do kupna jego linii kolei jednoszynowej. - Gag z tablicą: Nie będę zjadał przedmiotów za pieniądze - Gościnnie wystąpił Leonard Nimoy. |                   |                      |                                            |
| 72 - 4x13 9F11 | Stany Zjednoczone | 21 stycznia 1993     | Selma's Choice                             |
| 72 - 4x13 9F11 | Polska            | 6 listopada 2007     | Wybór Selmy                                |
| Umiera Gladys Bouvier, babka cioteczna Marge i Simpsonowie oraz Patty i Selma wybierają się na jej pogrzeb. W nagranym na video testamencie Gladys mówi Patty i Selmie, żeby nie umierały w samotności jak ona. Podczas gdy Patty się tym nie przejmuje, Selma stwierdza, że chce mieć dziecko. - Gag z tablicą: Nie będę krzyczał, że umarła |                   |                      |                                            |
| 73 - 4x14 9F12 | Stany Zjednoczone | 4 lutego 1993        | Brother from the Same Planet               |
| 73 - 4x14 9F12 | Polska            | 7 listopada 2007     | Brat z tej samej planety                   |
| Homer nie przyjeżdża po Barta po jego treningu piłki nożnej, co Bartowi podsuwa myśl, żeby zdobyć „Starszego Brata” Toma na zastępstwo żałosnego ojca. Homer dowiaduje się o tym i w zemście bierze udział w programie „Starszego Brata” oraz zaczyna opiekować się małym chłopcem, Pepim. Tymczasem Lisa uzależnia się od kosztownych rozmów telefonicznych z przystojnym sławnym chłopcem o imieniu Cory. - Gag z tablicą: Peruka pana dyrektora to nie frisbee |                   |                      |                                            |
| 74 - 4x15 9F13 | Stany Zjednoczone | 11 lutego 1993       | I Love Lisa                                |
| 74 - 4x15 9F13 | Polska            | 8 listopada 2007     | Kocham Lisę                                |
| W Walentynki wszyscy w klasie Lisy dostają kartki oprócz Ralpha Wigguma. Z litości Lisa wypisuje kartkę i wręcza mu. Ralph zaczyna się interesować Lisą. Ona tego nie odwzajemnia, ale nie wie, jak się go pozbyć. - Gag z tablicą: Nie będę nazywał dyrektora „kartoflaną głową" |                   |                      |                                            |
| 75 - 4x16 9F14 | Stany Zjednoczone | 18 lutego 1993       | Duffless                                   |
| 75 - 4x16 9F14 | Polska            | 9 listopada 2007     | Bez piwka                                  |
| Po wycieczce po browarze Duff Homer zostaje przyłapany na jeździe pod wpływem i aresztowany. Jego prawo jazdy zostaje anulowane i musi uczęszczać na lekcje jazdy i zebrania Anonimowych Alkoholików. Mimo dużych niechęci Homer zgadza się na sugestię Marge, by zrezygnował z picia piwa przez okrągły miesiąc. Tymczasem Lisa tworzy projekt naukowy konfrontujący inteligencję Barta i chomika. - Gag z tablicą: Złote rybki nie podskakują |                   |                      |                                            |
| 76 - 4x17 9F15 | Stany Zjednoczone | 11 marca 1993        | Last Exit to Springfield                   |
| 76 - 4x17 9F15 | Polska            | 12 listopada 2007    | Ostatni wyjazd ze Springfield              |
| Kiedy Homer zauważa, że plan pana Burnsa dotyczący likwidacji ubezpieczenia dentystycznego koliduje z zakupem aparatu nazębnego dla Lisy, przekonuje swoich kolegów, by nie zgadzali się na propozycję Burnsa, po czym zostaje szefem związku zawodowego Elektrowni jądrowej w Springfield. - Gag z tablicą: Błoto nie należy do grup pokarmów - Gościnnie wystąpiła Joyce Brothers. |                   |                      |                                            |
| 77 - 4x18 9F17 | Stany Zjednoczone | 1 kwietnia 1993      | So It's Come to This: A Simpsons Clip Show |
| 77 - 4x18 9F17 | Polska            | 13 listopada 2007    | Doszło aż do tego                          |
| Pierwszy odcinek Simpsonów przypominający fragmenty wcześniejszych epizodów. W Prima Aprilis Homer stroi sobie żarty z Barta przez cały dzień. Bart planuje ostateczną zemstę na Homerze przez wytrzęsienie puszki z piwem tak bardzo, że wywołuje to eksplozję. Kiedy Homer wpada w śpiączkę, rodzina przypomina sobie o minionych wydarzeniach. - Gag z tablicą: Nikogo nie interesują moje gatki |                   |                      |                                            |
| 78 - 4x19 9F16 | Stany Zjednoczone | 15 kwietnia 1993     | The Front                                  |
| 78 - 4x19 9F16 | Polska            | 14 listopada 2007    | Front                                      |
| Po obejrzeniu strasznie nijakiego odcinka Pocharatki i Zdrapka Bart i Lisa decydują się napisać własne epizody i wysyłają je do studia. Dyrektor Roger Meyers od razu je odrzuca scenariusze z powodu ich wieku. Lecz kiedy umieszczają nazwisko Abrahama Simpsona na skryptach i odsyłają je z powrotem, Meyersowi się podobają i zatrudnia Dziadka. Tymczasem Homer i Marge przybywają na zjazd uczniów swojego liceum, gdzie Homer przyznaje się, że oficjalnie nigdy nie ukończył szkoły średniej z powodu oblania jednego z egzaminów. - Gag z tablicą: Nie będę sprzedawał cudownych leków - Gościnnie wystąpiła Brooke Shields. |                   |                      |                                            |
| 79 - 4x20 9F18 | Stany Zjednoczone | 29 kwietnia 1993     | Whacking Day                               |
| 79 - 4x20 9F18 | Polska            | 15 listopada 2007    | Dzień Pałowania                            |
| Bart zostaje wydalony ze Szkoły Podstawowej w Springfield, więc Marge decyduje się sama go nauczać w domu. Zbliża się doroczne święto Springfield: Dzień Pałowania, w którym przepędza się węże na rynek miejski i tam pałuje się je na śmierć. Lisa protestuje przeciwko temu brutalnemu obyczajowi, lecz nikt nie chce jej słuchać. - Gag z tablicą: Oddam psa-przewodnika |                   |                      |                                            |
| 80 - 4x21 9F20 | Stany Zjednoczone | 6 maja 1993          | Marge in Chains                            |
| 80 - 4x21 9F20 | Polska            | 16 listopada 2007    | Marge w kajdanach                          |
| Springfield atakuje przerażająca grypa z Osaki i wielu mieszkańców zaczyna chorować. Z powodu wycieńczenia, które doznaje przy opiece nad pozostałymi domownikami, Marge przez przypadek zapomina zapłacić za butelkę burbonu dla Dziadka podczas zakupów w Kwik-E-Mart. Zostaje szybko aresztowana i osadzona na 30 dni w kobiecym zakładzie karnym. - Gag z tablicą: Nie mam immunitetu dyplomatycznego - Gościnnie wystąpił David Crosby. |                   |                      |                                            |
| 81 - 4x22 9F19 | Stany Zjednoczone | 13 maja 1993         | Krusty Gets Kancelled                      |
| 81 - 4x22 9F19 | Polska            | 19 listopada 2007    | Krusty zdjęty z anteny                     |
| Nowy program telewizyjny z udziałem brzuchomówcy i jego lalki imieniem Gabbo staje się najpopularniejszy w Springfield, a program Krusty'ego zostaje zdjęty z anteny z powodu niskiej oglądalności. Krusty w pierwszej chwili czuje się przegrany, lecz Bart i Lisa przekonują go do organizacji specjalnego odcinka powrotnego z udziałem zaproszonych jego sławnych przyjaciół. - Gag z tablicą: Nie będę pobierał opłaty za toaletę - Gościnnie wystąpili Johnny Carson, Hugh Hefner, Bette Midler, Barry White, Luke Perry, Elizabeth Taylor i Red Hot Chili Peppers.                                                              |                   |                      |                                            |